# Acosta (månkrater)
Acosta är en liten nedslagskrater på månen som är lokaliserad strax norr om den framträdande kratern Langrenus, nära den östra gränsen av Mare Fecunditatis. Till väster ligger kratertrion Atwood, Naonobu och Bilharz.
Månkratern namngavs 1976 efter den portugisiske doktorn och naturhistorikern Cristóbal Acosta av International Astronomical Union (IAU).
Kratern är rund och skålformad, med ett litet kratergolv i mitten mellan de sluttande inre väggarna. Denna krater kallades tidigare Langrenus C, innan den blev omdöpt av IAU.